# Тенектеплаза
Тенектеплаза (Tenecteplase) — препарат для тромболитической терапии. Фибринолитик, рекомбинантный активатор плазминогена, генетически модифицированный. Применяется при остром инфаркте миокарда, тромбоэмболии лёгочной артерии.
Выпускается под торговой маркой Метализе (Metalyse).

## Способ применения и дозы
Внутривенно. Доза препарата рассчитывается в зависимости от массы тела; максимальная доза не должна превышать 10000 ЕД (50 мг тенектеплазы).
Необходимая доза препарата вводится путём быстрой однократной в/в инъекции в течение 5-10 секунд. Установленный ранее катетер для в/в введения только 0,9 % раствора натрия хлорида может быть использован для введения тенектеплазы. После введения тенектеплазы катетер необходимо промыть перед дальнейшим его использованием для введения других лекарственных средств.
Для повышения эффективности терапии тенектеплазой необходимо применение ацетилсалициловой кислоты и гепарина. Эти препараты следует вводить сразу же после установления диагноза острого инфаркта миокарда для предотвращения тромбообразования.
Применение ацетилсалициловой кислоты необходимо начинать сразу после выявления симптомов острого инфаркта миокарда и продолжать, по меньшей мере, до выписки пациента из стационара. Рекомендуемая начальная доза для приема внутрь — 150—325 мг/сут. Если пациент не может проглатывать таблетки, начальная доза 150—250 мг ацетилсалициловой кислоты может быть введена в/в. Доза ацетилсалициловой кислоты в последующие дни определяется лечащим врачом.
Введение гепарина необходимо начать сразу после подтверждения диагноза острого инфаркта миокарда и продолжать, по меньшей мере, в течение 24 ч. Доза гепарина рассчитывается в зависимости от массы тела. Для пациентов с массой тела 67 кг и менее начальная однократная доза гепарина для в/в струйного введения не должна превышать 4000 ЕД с последующим инфузионным введением гепарина со скоростью 800 ЕД/ч. Для пациентов с массой тела более 67 кг начальная однократная доза гепарина для в/в струйного введения не должна превышать 5000 ЕД с последующим инфузионным введением гепарина со скоростью 1000 ЕД/ч. Не следует назначать начальную дозу гепарина для в/в струйного введения пациентам, уже получающим гепарин. Скорость инфузионного введения гепарина должна быть отрегулирована для поддержания показателя АЧТВ на уровне 50-75 с (в 1,5-2,5 раза выше контрольного времени или содержание гепарина в плазме 0,2-0,5 ЕД/мл).

## Ограничения при применении
При назначении тенектеплазы следует тщательно оценить степень предполагаемой пользы и возможного риска кровотечения в следующих случаях:
- сАД (систолическое артериальное давление) > 160 мм рт. ст.;
- геморрагический инсульт или преходящее нарушение мозгового кровообращения в анамнезе;
- недавно перенесенное кровотечение из ЖКТ или мочеполовых путей (в течение последних 10 дней);
- цереброваскулярные заболевания;
- недавно выполненная внутримышечная инъекция (в течение последних 2 дней);
- пожилой возраст старше 75 лет;
- низкая масса тела (<60 кг).

При необходимости назначения препарата в случае развития острого инфаркта миокарда при беременности или в период лактации (грудного вскармливания) следует соотнести предполагаемую пользу для матери и степень возможного риска для плода или ребёнка.

## Побочные действия
Наиболее часто встречающимся побочным эффектом, связанным с применением тенектеплазы, является кровотечение. Типы кровотечений, связанных с тромболитической терапией, могут быть разделены на две большие группы:
1. наружное (как правило из мест пункций кровеносных сосудов);
2. внутренние: желудочно-кишечные, лёгочные и кровотечения из мочеполовых путей, гемоперикард, кровоизлияния в забрюшинное пространство и головной мозг (с развитием соответствующих неврологических симптомов, таких как заторможенность, афазия, судороги). У пациентов с инсультом и внутричерепным кровоизлиянием описаны случаи смерти и стойкой инвалидизации.

- Очень часто (>1/10) — наружные кровотечения (обычно из мест пункций или из поврежденных кровеносных сосудов), реперфузионные аритмии, снижение АД.
- Часто (>1/100, но <1/10) — экхимозы, носовое кровотечение, желудочно-кишечное кровотечение, тошнота, рвота, кровотечение из мочеполовых путей, повышение температуры тела, необходимость в переливании крови.
- Нечасто (>1/1000, но <1/100) — внутричерепное кровоизлияние, тромбоэмболии, лёгочное кровотечение, кровоизлияние в забрюшинное пространство, анафилактоидные реакции (сыпь, крапивница, бронхоспазм, отёк гортани).
- Редко (>1/10000, но <1/1000) — гемоперикард.
- Очень редко (<1/10000) — эмболизация кристаллами холестерина.

## Передозировка
Возможно увеличение риска развития кровотечения. Лечение: в случае продолжительного значительного кровотечения может потребоваться переливание крови.

## Противопоказания
- повышенная чувствительность к тенектеплазе или другому компоненту препарата;
- заболевания, сопровождающиеся значительными кровотечениями в течение последних 6 мес;
- геморрагический диатез;
- одновременный прием пероральных антикоагулянтов (МНО >1,3);
- заболевания ЦНС в анамнезе (новообразования, аневризма, хирургическое вмешательство на головном и спинном мозге);
- тяжёлая неконтролируемая артериальная гипертензия;
- крупные оперативные вмешательства, биопсия паренхиматозного органа или значительная травма в течение последних 2 месяцев (в т.ч. травма в сочетании с острым инфарктом миокарда в настоящее время), недавно перенесенная черепно-мозговая травма;
- длительная или травматичная сердечно-лёгочная реанимация (>2 мин) в течение последних 2 недель;
- тяжёлое нарушение функции печени, в т.ч. печеночная недостаточность, цирроз, портальная гипертензия (в т.ч. с варикозным расширением вен пищевода) и активный гепатит;
- диабетическая геморрагическая ретинопатия или другие геморрагические заболевания глаз;
- язвенная болезнь желудка или двенадцатиперстной кишки в фазе обострения;
- аневризма артерии или наличие артериального/венозного порока развития сосудов;
- новообразование с повышенным риском развития кровотечения;
- острый перикардит и/или подострый бактериальный эндокардит;
- острый панкреатит.